# Роулі (Айова)
Роулі (англ. Rowley) — місто (англ. city) в США, в окрузі Б'юкенан штату Айова. Населення — 270 осіб (2020).

## Географія
Роулі розташоване за координатами 42°22′7″ пн. ш. 91°50′40″ зх. д. / 42.36861° пн. ш. 91.84444° зх. д. (42.368488, -91.844496).  За даними Бюро перепису населення США в 2010 році місто мало площу 0,93 км², уся площа — суходіл.

## Демографія
Згідно з переписом 2010 року, у місті мешкали 264 особи в 108 домогосподарствах у складі 82 родин. Густота населення становила 285 осіб/км².  Було 116 помешкань (125/км²).
Расовий склад населення:
| - 99,6 % — білих - 0,4 % — корінних американців |

До двох чи більше рас належало 0,0 %. Частка іспаномовних становила 0,0 % від усіх жителів.
За віковим діапазоном населення розподілялося таким чином: 22,3 % — особи молодші 18 років, 67,1 % — особи у віці 18—64 років, 10,6 % — особи у віці 65 років та старші. Медіана віку мешканця становила 41,8 року. На 100 осіб жіночої статі у місті припадало 98,5 чоловіків;  на 100 жінок у віці від 18 років та старших — 103,0 чоловіків також старших 18 років.
Середній дохід на одне домашнє господарство  становив 57 500 доларів США (медіана — 52 396), а середній дохід на одну сім'ю — 66 018 доларів (медіана — 57 321). Медіана доходів становила 40 395 доларів для чоловіків та 38 750 доларів для жінок. За межею бідності перебувало 6,3 % осіб, у тому числі 7,9 % дітей у віці до 18 років та 8,7 % осіб у віці 65 років та старших.
Цивільне працевлаштоване населення становило 163 особи. Основні галузі зайнятості: виробництво — 31,9 %, освіта, охорона здоров'я та соціальна допомога — 20,2 %, фінанси, страхування та нерухомість — 10,4 %, транспорт — 8,0 %.